# موكب الشموع
موكب الشموع، أو المعروف عند السلاويون بـ« دور الشمع » وهو تقليد ديني سنوي أصيل دأب شرفاء الولي الصالح عبد الله بن حسون على تنظيمه احتفاء بعيد المولد النبوي الشريف، وتشير الروايات التاريخية أن أول احتفال بعيد المولد النبوي قام به المليزيون أيام الدولة المرينية، وذلك بمدينة سبتة ومليلية السليبتين. إلا أن روايات أخرى عديدة أرجعت أصل هذا التقليد إلى الملك السعدي أحمد المنصور الذهبي، حيث أصبح في عهده عيدا وطنيا.

## التاريخ
تعهد أحمد المنصور الذهبي بتنظيم موسم الشموع إذا اعتلى عرش المغرب وكان أحمد المنصور الذهبي قد أعجب بالأجواء الاحتفالية التي كانت تقام بمدينة إسطنبول التركية، حيث كانت تنظم مواكب شعبية بالشموع، وتنذر أحمد المنصور بتنظيم هذه الاحتفالات بالمغرب إذا أصبح سلطانا عليه، وبعد أن وضعت معركة «وادي المخازن» أوزارها، سارع إلى الوفاء بنذره، فقام باستدعاء صناع الشموع المهرة من مراكش وسلا وفاس لصناعة هياكل شمعية كبيرة شبيهة بتلك التي شاهدها في تركيا.
وبالفعل تم الاحتفال بموسم الشموع في أول عيد المولد النبوي من حكم أحمد المنصور الذهبي في سنة 986 هـ. ومنذ ذلك الوقت دأبت مدينة سلا تحافظ على هذا التقليد الديني والشعبي السنوي مع طقوسها الثقافية الخاصة.

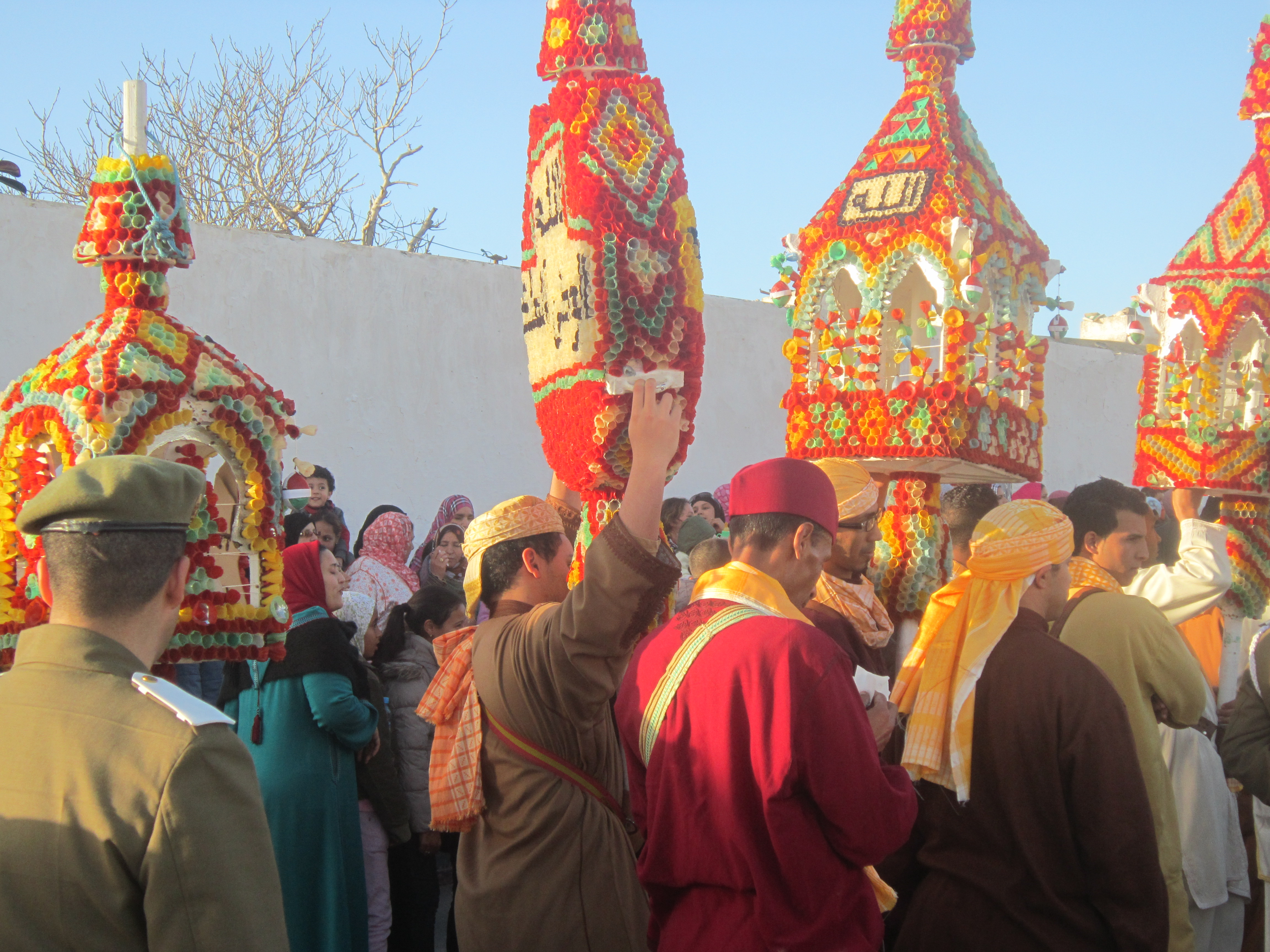
سلاويون يحملون الشمع

وقد تنوعت مظاهر الاحتفال بين المواكب الدينية ومجالس العلم، وتدارس القرآن، وقراءة الأمداح النبوية، وسرد السيرة النبوية على صاحبها أفضل الصلاة وأزكى السلام. أما فيما يتعلق بمدينة سلا فقد كان الولي الصالح الفقيه القطب مولاي عبد الله بن حسون معروف الجلالة عند المولى أحمد المنصور الذهبي الذي أقطعه البقعة التي اختط بها زاويته ودار سكناه.
وحرص عبد الله بن حسون على مواصلة الاحتفال بهذه الذكرى النبوية الطاهرة، حيث كان يرأس هذا الاحتفال، وكذا الاحتفالات التي كانت تقام بزاويته طيلة أسبوع تخليدا لذكرى الرسول الكريم. فكان يأتيه لحضور موسمه عنده بزاويته من حواضر البلاد وبواديها من علماء وأولياء وأهل السماع وأرباب الزوايا كالشرقاوية والفاسية والدلائية والناصرية.
تزن كل واحدة منها ما بين 15 إلى 50 كلغ توضع في هياكل من الخشب السميك مغلف بالورق الأبيض وملون بأزهار متعددة في إطار هندسي مستوحى من لمسات الزخرفة الإسلامية، ويحمل المشاركون فوق أكتافهم هذه الشموع، ويلتزمون بارتداء اللباس التقليدي، مرفقين بقرعات الطبول والأنغام التي تعزفها الفرق الموسيقية التقليدية.